# HD197461
HD197461 — хімічно пекулярна зоря спектрального класу A7, що має  видиму зоряну величину в смузі V приблизно  4,4.
Вона  розташована на відстані близько 203,5 світлових років від Сонця.

## Фізичні характеристики
Зоря HD197461 обертається 
порівняно повільно 
навколо своєї осі. Проєкція її екваторіальної швидкості на промінь зору становить  Vsin(i)= 36км/сек.
Телескоп Гіппаркос зареєстрував  фотометричну змінність  даної зорі з періодом    0,16 доби в межах від  Hmin= 4,53 до  Hmax= 4,46.

## Магнітне поле
Спектр даної зорі вказує на наявність магнітного поля у її зоряній атмосфері.
Напруженість повздовжної компоненти поля оціненої з аналізу
наявних ліній металів
становить   10,0± 140,0 Гаус.